# Anomala bakeri
Anomala bakeri är en skalbaggsart som beskrevs av Ohaus 1914. Anomala bakeri ingår i släktet Anomala och familjen Rutelidae. Inga underarter finns listade i Catalogue of Life.